# Neuwoogmoor
Das Neuwoogmoor ist ein Naturschutzgebiet in den Landkreisen Kaiserslautern und Kusel in Rheinland-Pfalz.
Das etwa 60 ha große Naturschutzgebiet umfasst Teile der Gemeinden Bruchmühlbach-Miesau und Schönenberg-Kübelberg.
Durch die Unterschutzstellung sollen „Reste ehemals ausgedehnter Torfmoore des Landstuhler Bruchs mit seinen Schlenken und Bulten, Röhricht- und Großseggenriedflächen, Moorwaldbereichen sowie stehenden und fließenden Gewässern als Standorte seltener Pflanzenarten und Pflanzengesellschaften, Lebens- und Teillebensräume seltener Tierarten und aus wissenschaftlichen Gründen“ erhalten werden.